# Christopher Hanke
Christopher Jason Hanke (* 18. März 1976 in Hot Springs, Arkansas) ist ein US-amerikanischer Schauspieler und Sänger. 

## Leben
Christopher Hanke wurde 1976 in Hot Springs als ältestes von fünf Kindern geboren. Er verbrachte seine Kindheit in Hot Springs Village. Er wurde auch an einer medizinischen Hochschule akzeptiert, entschied sich aber, sein Studium zu verschieben.
Hanke trat in vielen Broadway und Off-Broadway-Shows auf. Des Weiteren trat er auch in diversen Fernsehserien auf, unter anderem in der Rolle des Ryan Abbott, eines Transplantationskoordinators in Three Rivers Medical Center. Außerdem hatte er einen Gastauftritt in Brothers & Sisters. Eine wiederkehrende Rolle hatte er auch in Big Love.

## Filmografie (Auswahl)
- 2009–2010: Three Rivers Medical Center (Three Rivers, Fernsehserie, 13 Folgen)
- 2010: Brothers & Sisters (Fernsehserie, Folge 5x06)
- 2011: Big Love (Fernsehserie, 5 Folgen)
- 2012: The Client List (Fernsehserie, Folge 1x09)
- 2013: Major Crimes (Fernsehserie, Folge 2x02)
- 2016: Devious Maids – Schmutzige Geheimnisse (Devious Maids, Fernsehserie, 3 Folgen)
- 2016: Odd Mom Out (Fernsehserie, 3 Folgen)